# Thamnium neckeroides
Thamnium neckeroides là một loài Rêu trong họ Neckeraceae. Loài này được (Hook.) A. Jaeger miêu tả khoa học đầu tiên năm 1877.